# Brandsimulationsanlage
Brandsimulationsanlagen (BSA), Wärmegewöhnungsanlagen (WGA) und Rauchgasdurchzündungsanlagen (RDA) (auch Feuerdrachen) sind Einrichtungen der Feuerwehr oder privater Anbieter, in denen die Arbeitsbedingungen bei Bränden simuliert werden.

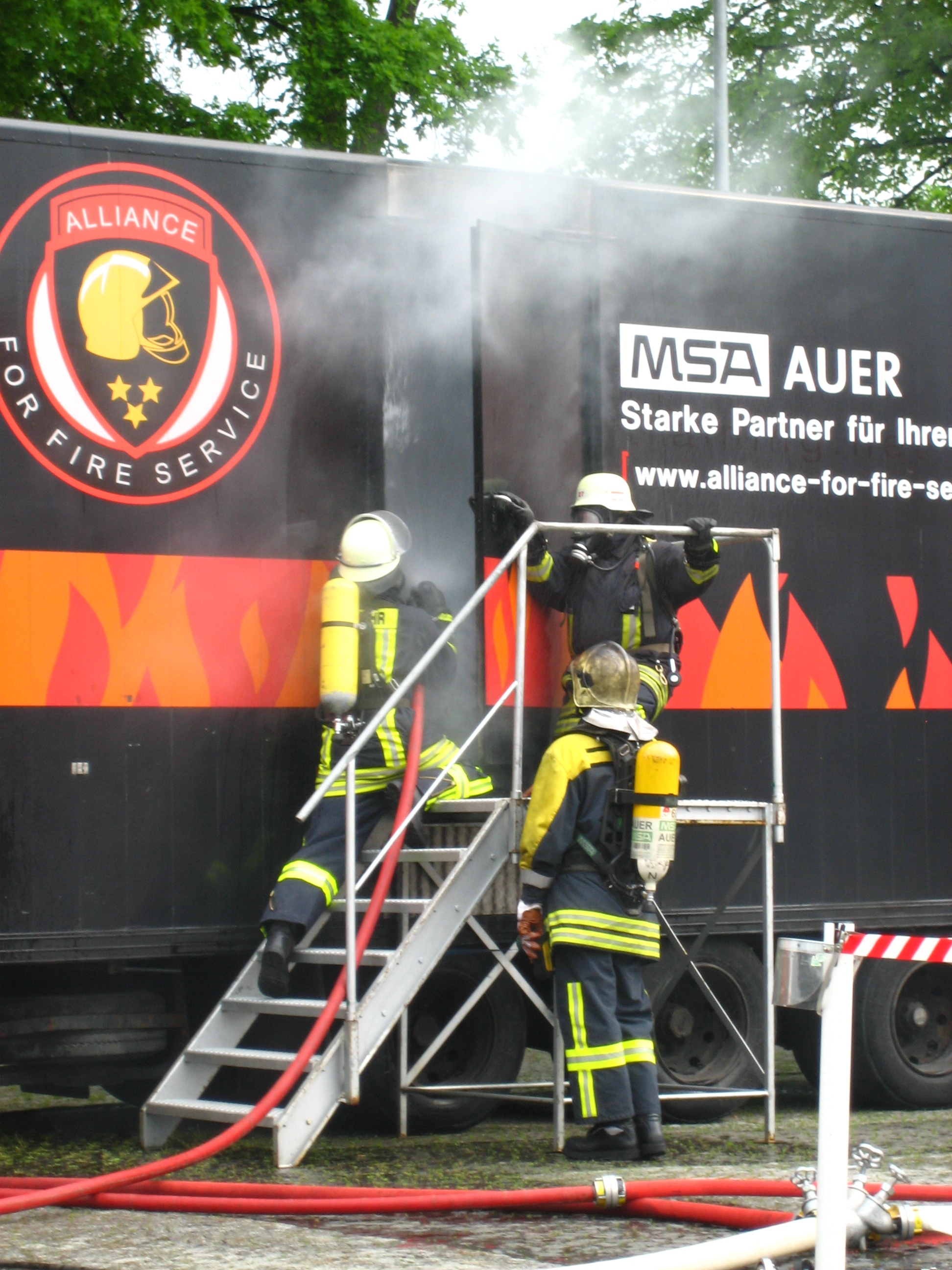
Training im Brandcontainer: Absenken der Innenraumtemperatur durch Impulstechnik am Hohlstrahlrohr

Die wichtigste Verwendung dieser Anlagen ist die Ausbildung von Feuerwehrleuten. Bei mittleren Raumtemperaturen von 300 °C bis 400 °C und bis zu 700 °C unter der Decke bei der Simulation von Rauchgasdurchzündungen lernen sie, mit den körperlichen und psychischen Belastungen, die im Einsatz vorherrschen können, umzugehen.
Außer für Übungen kann die BSA auch zum Testen neuer Ausrüstung oder neuer Taktiken eingesetzt werden. Da eine Brandsimulationsanlage preiswerter und mobiler ist, wird sie oft anstelle eines Brandhauses angewendet. Eine spezielle Ausprägung einer Brandsimulationsanlage ist ein Flugzeugnachbau, bei dem Flugzeugbrände simuliert werden können.

## Wärmegewöhnungsanlage (WGA) / Brandsimulationsanlagen (BSA)
Bei der ursprünglichen Wärmegewöhnungsanlage bzw. Brandsimulationsanlage handelt es sich lediglich um eine Anlage zur Gewöhnung an die Brandhitze. Es werden im Vorfeld erlernte Löschtechniken mit Hohlstrahlrohren in der Praxis in den Containern gezeigt und geübt. Durch den minimalen Wasserverbrauch beim richtigen Umgang mit dem Strahlrohr kann somit ein Wasserschaden im Realeinsatz minimiert, wenn nicht sogar vermieden werden. Die teilnehmenden Einsatzkräfte erleben die Belastung durch die Hitze so realitätsnah wie möglich. Auch die Grenzen der Schutzkleidung werden aufgezeigt, um ein zu nahes Vorgehen im Ernstfall zu vermeiden.

## Rauchgasdurchzündungsanlage (RDA)
Rauchgasdurchzündungsanlagen (RDA) gehen hier einen Schritt weiter. In solchen Anlagen können zusätzlich Rauchgasdurchzündungen (roll-over, in der Umgangssprache fälschlicherweise auch Flashover genannt) simuliert werden.

## Befeuerung

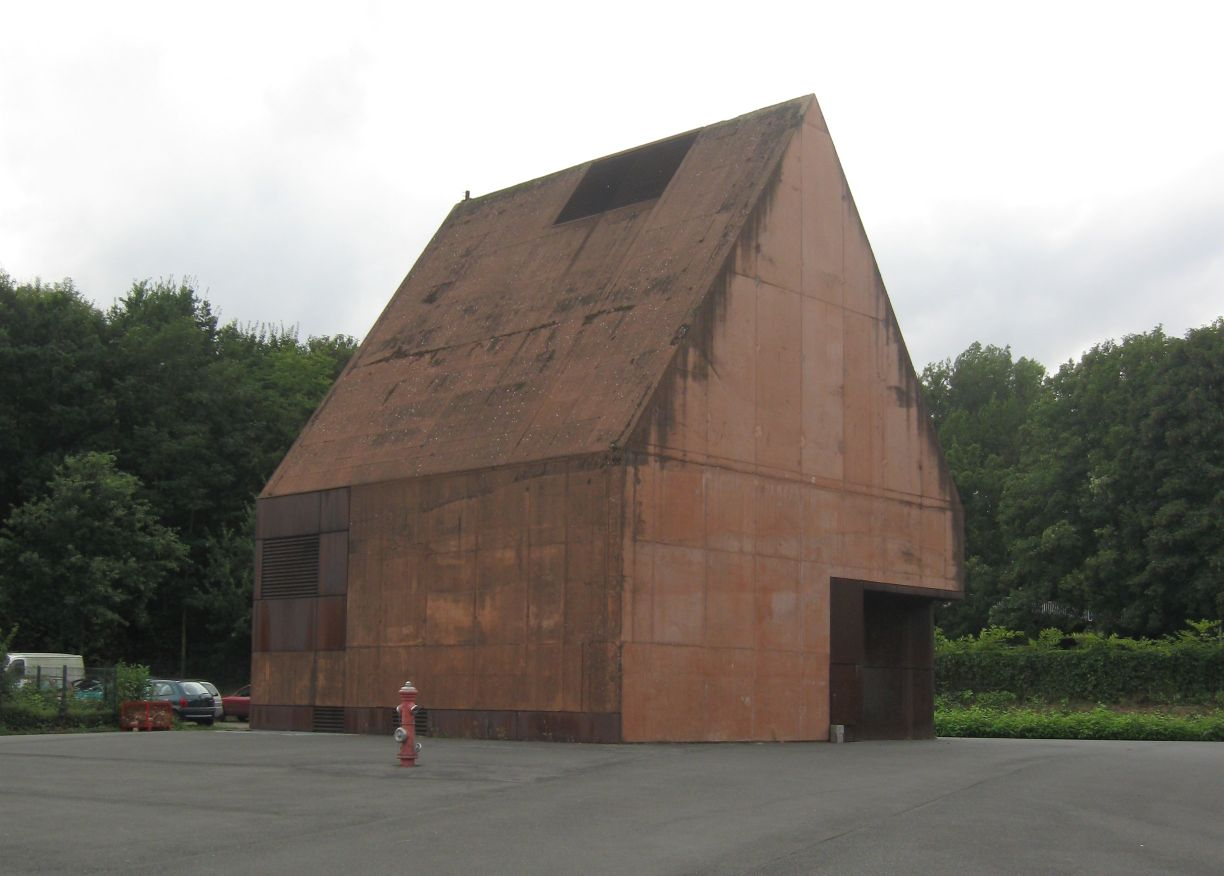
Brandhaus auf dem Übungshof der Feuerwehr Gelsenkirchen

### Feststoffbefeuerte Anlagen
Diese Art der Anlage wird mit Holz (meist alten Paletten) befeuert. Die Temperatur, das Flammenbild und die Rauchentwicklung werden durch Öffnen und Schließen der Containertüren gesteuert. Im Gegensatz zu den gasbefeuerten Anlagen ist ein Notaus hier jedoch nicht möglich, wodurch die Ausbilder hier eine höhere Verantwortung bezüglich der Sicherheit haben.

### Gasbefeuerte Anlagen
In der gasbefeuerten Anlage wird die Hitze durch kontrolliertes Abbrennen von Flüssiggas oder Erdgas erzeugt. Der Vorteil hierbei liegt in der besseren Kontrollierbarkeit des Feuers und der Möglichkeit, die Temperatur besser zu regeln, denn das Gas kann im Fehler- oder Notfall einfach zurückgefahren oder ganz abgeschaltet werden.
Auch die Schadstoffemissionen sind hierbei gering, was eine Realisierung bei den heutigen Umweltauflagen im Vergleich zu den feststoffbefeuerten Anlagen deutlich verbessert.